# Solanum bukasovii
Solanum bukasovii là loài thực vật có hoa trong họ Cà. Loài này được Juz. miêu tả khoa học đầu tiên năm 1929.